# صورة الأرض (كتاب)
صورة الأرض والمعروف كذلك باسم المسالك والممالك هو كتاب في الجغرافيا والرحلات ألَّفه الرحالة التاجر أبو القاسم محمد بن حوقل إثر رحلاته التي انطلقت سنة 331 هـ. متأثرًا بالإصطخري الذي طلب منه إتمام كتاب المسالك والممالك، الأمر الذي وافق عليه بدايةً إلا أنه لاحقًا آثر تأليف كتاب جديد معتمدًا فيه على كتاب الإصطخري وجغرافيين آخرين، إضافة إلى مشاهداته والمعلومات التي استقاها من رحلاته، فجاءت مادة الكتاب معروضةً عرضًا دقيقًا مفصلًا. وإلى جانب المعلومات الجغرافية، احتوى الكتاب كذلك على مجموعة من العلوم، كالتاريخ والسير، كما أنَّ بعض الفصول وردت على شكل دليل سياحي. تميَّز الكتاب باشتماله على خريطة خاصة لكل إقليم تحدَّث عنه.
توجد عدة نُسخ من الكتاب لكل واحدة ميزاتها، فالمُسودة الأولى منه تضمنت إهداءً لسيف الدولة الحمداني بينما احتوت نسخة ثانية يرجع تاريخها لسنة 367 انتقادًا للحمدانيين. ويظهر في أخرى ميل شديد نحو الفاطميين. وذهب المستشرق ريتستانو إلى أنَّ النسخة النهائية من «صورة الأرض» وُضعت سنة 378هـ بعد محاولتين اثنتين إحداهما سنة 356هـ والأخرى سنة 357 هـ. لكنَّ هناك من يعتقد بأنَّ النسخة الأخيرة وضعت بعد وفاة ابن حوقل.
أدى تنوُّع النُسخ إلى بعض الاختلاف في مخطوطات الكتاب، نتيجة لذلك، توجد مخطوطات عديدة موزعة بين مكتبات مختلفة في إسطنبول ولايدن وباريس وغيرها. كما أنَّ للكتاب عدة طبعات نُشرت في عدة بلدان، وكذلك تُرجم للغات مختلفة كالإنجليزية والفرنسية والتركية وغيرها إمّا ترجمات كاملة أو جزئية.

## المؤلف
أبو القاسم محمد بن حوقل كاتب وجغرافي ومؤرخ ورحالة وتاجر عربي مسلم من القرن العاشر للميلاد. احتوت مؤلفاته في علم الجغرافية معلومات أصيلةً اكتسبها من رحلاته التي استمرت أكثر من ثلاثين عامًا مما أكسبه نبوغًا جعله يتميَّز عن معاصريه وسابقيه سواء بنظرياته وآرائه أو بخرائطه التي رسمها بيده. قال عنه ابن العديم: «رجل فاضل من أهل نصيبين». وله إلى جانب كتابه «صورة الأرض» كتاب آخر سماه «كتاب صقلية» وهو كتاب مفقود، كما له مقالة في استخراج تاريخ اليهود وأعيادهم نشرت في حيدر أباد سنة 1947. أدَّت قلة المصادر عنه إلى عدة اختلافات حوله، منها الاختلاف حول تاريخ ولادته إذ اكتفى البعض بالقول أنه وُلد في القرن الرابع الهجري، كما اختلِف حول رحلاته فهناك من حصرها في 26 سنة ممتدة بين 331 و357 بينما امتدت لما يقارب 32 سنة عند آخرين، وكذلك اختَلفت الآراء حول ولائه وميولاته العقدية والسياسية فمن معتقد بكونه داعيًا سياسيًا، إلى من اتهمه بالتجسس لصالح الفاطميين، ولعل الدافع إلى هذه الآراء، علاقته بقرامطة البحرين، وانتقاده لسكان صقلية وكلامه عن الأندلس الذي يمكن أن يُعد تحريضًا للفاطميين أو العباسيين من أجل التدخل فيها. إضافة إلى أنه سلَّم المسودة الأولى من كتابه إلى سيف الدولة الحمداني بينما توحي النسخة المتقدمة من الكتاب بميل كبير نحو السامانيين السُّنة. وربما يرجع السبب الكبير في الاختلاف حول ولائه إلى اعتماد بعض المُؤرخين على نسختي لايدن وأكسفورد من كتاب صورة الأرض، اللتان تتضمنان ميلًا شديدًا نحو الفاطميين لا لبس فيه، وهو الأمر الذي لا أثر له في نسخة باريس ونسخ أسطنبول الخمسة الأخرى. ومما اختلف فيه أيضًا تاريخ وفاته، فحاجي خليفة ذكر أنَّه توفي سنة 350 هـ وزاد الباباني في هدية العارفين أنَّه توفي في الأندلس، بينما ذهب الطهراني إلى أنَّه توفي سنة 380 هـ.

## نسبة الكتاب لابن حوقل
ما من اختلاف بين الباحثين وغيرهم من مؤرخين وببليوغرافيين حول نسبة الكتاب لابن حوقل رغم اختلاف بعضهم في تسمية الكتاب، فقد نسبه له كل من الباباني، وإليان سركيس وحاجي خليفة، وكذلك نسبه له ابن خلكان في وفيات الأعيان في أكثر من موضع كما أثبت نسبه مستشرقون عنوا بترجمة الكتاب أو تحقيقه، ومنهم وليام أوزيلي وكرامرز وفييت ودي خويه.

## التسمية
اختَلفت المصادر في ذكر أسماء كتاب ابن حوقل، ويبدو أن سبب هذا الاختلاف نابع من اختلاف بدايات نُسخ هذا الكتاب فقد ذكره ابن خلكان وصاحِبُ كشف الظنون باسم المسالك والممالك، وبذلك عُنوِنت طبعة لايدن الأولى فَجاء عنوانها بصيغة: «كتاب المسالك والممالك». أما عنوان الطبعة الثانية المعتمدة بالأساس على نسخة إسطنبول فجاء بصيغة: «كتاب صورة الأرض». غير أن ابن العديم أشار للكتاب باسم جغرافيا فذكر أن ابن حوقل عند خروجه من بغداد سنة 331هـ شرع في جمع كتاب جغرافيا، وذكر الكتاب بهذا الاسم في عدة مواضع، وهو الاسم المذكور في عنوان نسخةٍ بدار الكتب المصرية(أ). وهناك تسمية أخرى ذكرها سبط ابن الجوزي في مرآة الزمن حيث نقل عن ابن حوقل أكثر من مرة مسميًا كتابه: الأقاليم، وكذلك في حسن المحاضرة في تاريخ مصر والقاهرة للسيوطي(ب). وقد حملت النسخة 3012 بطوبقابي عنوانًا مشابهًا إذ جاء في أولها: صفة الأقاليم الإسلامية وغيرها وما فيها من الجبال والبحار. كما أن سبط ابن الجوزي ذكره في موضع آخر(ب)، باسم كتاب عجائب الدنيا وصفتها، وهو عنوان نسخة آيا صوفيا 2934.

## منهج ابن حوقل في صورة الأرض
لابن حوقل في صورة الأرض منهج في ذكر الأخبار فهو إذا شك في خبر صدّره بعبارة ويزعمون أو يُقال أو يُروى، ولم يَقتصر على وصف البلدان والممالك فقط، بل وصف اقتصادها وأنظمتها السياسية وطبيعتها. فهو يصف الطرق والمسالك والموارد الاقتصادية وحالة الأسواق والإنتاج مع تقصي آثار ومظاهر المدينة والعمران، ويشير إلى الحالة السياسية باقتضاب، وكثيرًا ما تعرض لخصائص السكان وعاداتهم. كما اهتم بوصف المدن بدقة، واصفًا تعاملاتها التجارية ومَرافقها، وكذا علاقة مواقعها بمناخاتها. لكنه وعلى غرار المدرسة الجغرافية العربية الكلاسيكية اقتصر على وصف «بلاد الإسلام». كما أن الكتاب لم يقتصر على الجغرافية فقط، بل تضمن أصنافًا من العلوم: كالتاريخ والسير وعلم المعادن وخصائص الشعوب وعلم الآثار وعلم النقود، وجاءت بعض فصوله على شكل دليل سياحي. وقد اقتبس ابن حوقل من الإصطخري تخطيط الكتاب وجزءً من محتواه فالمقارن للكتابين يجد أن ابن حوقل أخذ من الإصطخري فصولًا بأكملها كتلك المتعلقة بالجزيرة والخليج العربي وخوزستان وفارس وكرمان وحوض نهر السند والديلم وبحر الخزر، ورغم أنه أضاف عليها زيادات هامة إلا أنها مقتضبة، كما أخذ عنه معظم أبحاثه حول مصر والشام والعراق ومابين النهرين، ولا تظهر براعة ابن حوقل إلا في الفصول المتعلقة بالغرب الإسلامي، والتي احتلت قرابة 61 صفحة من كتابه.
كما يتميز مؤلف ابن حوقل باشتماله على خريطة خاصة لكل إقليم تحدث عنه، إضافةً إلى أن خرائطه فاقت بدقتها خرائط الإصطخري، وتميزت بالاستقلال والتفرد عن خرائط غيره من الجغرافيين. لكنه اتخذ فيها نهج الجغرافيين المسلمين في جعل الجنوب في أعلى الخريطة. وأول خريطة ابتدأ بها هي الخريطة التي سماها صورة جميع الأرض، ورسم فيها العالم المعروف في عهده بشكل دائري يحيط به البحر، المسمى بالبحر المحيط، من الجهات كلها. كما رسم السواحل بخطوط مستقيمة وأقواس، ومثل البحار الداخلية والجزر بدوائر.

## معرض الصور

خريطة العالم المسماة صورة جميع الأرض، من نسخة متحف طوبقابي رقم 3346.
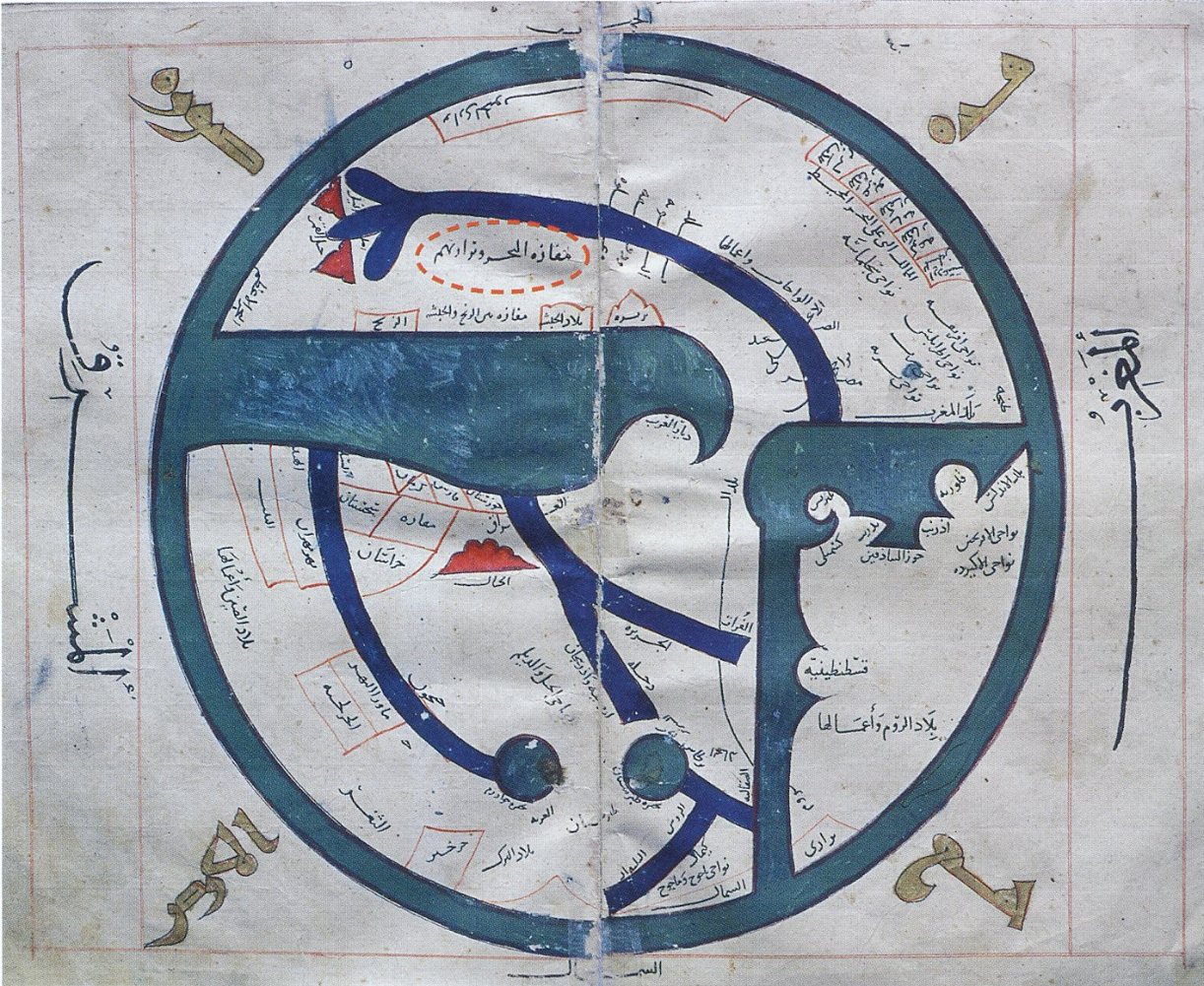
خريطة العالم (صورة جميع الأرض)، من نسخة آيا صوفيا رقم 2577.
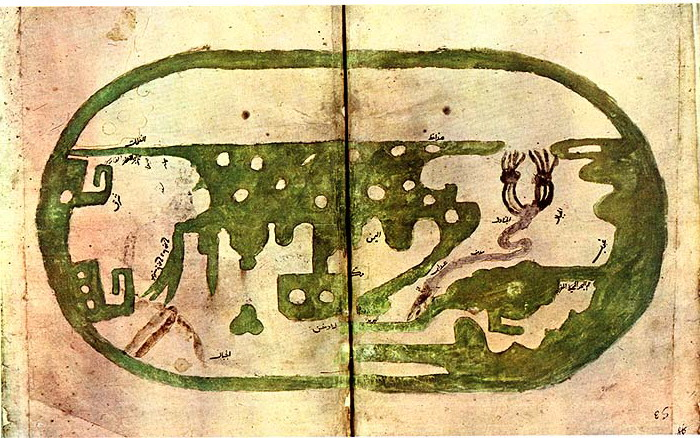
من خرائط ابن حوقل
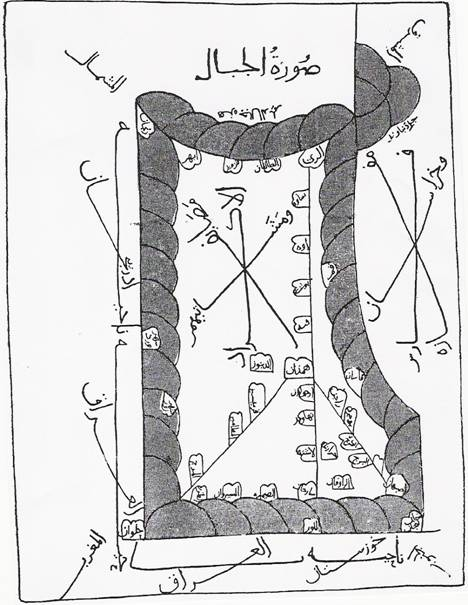
خريطة بلاد الأكراد.
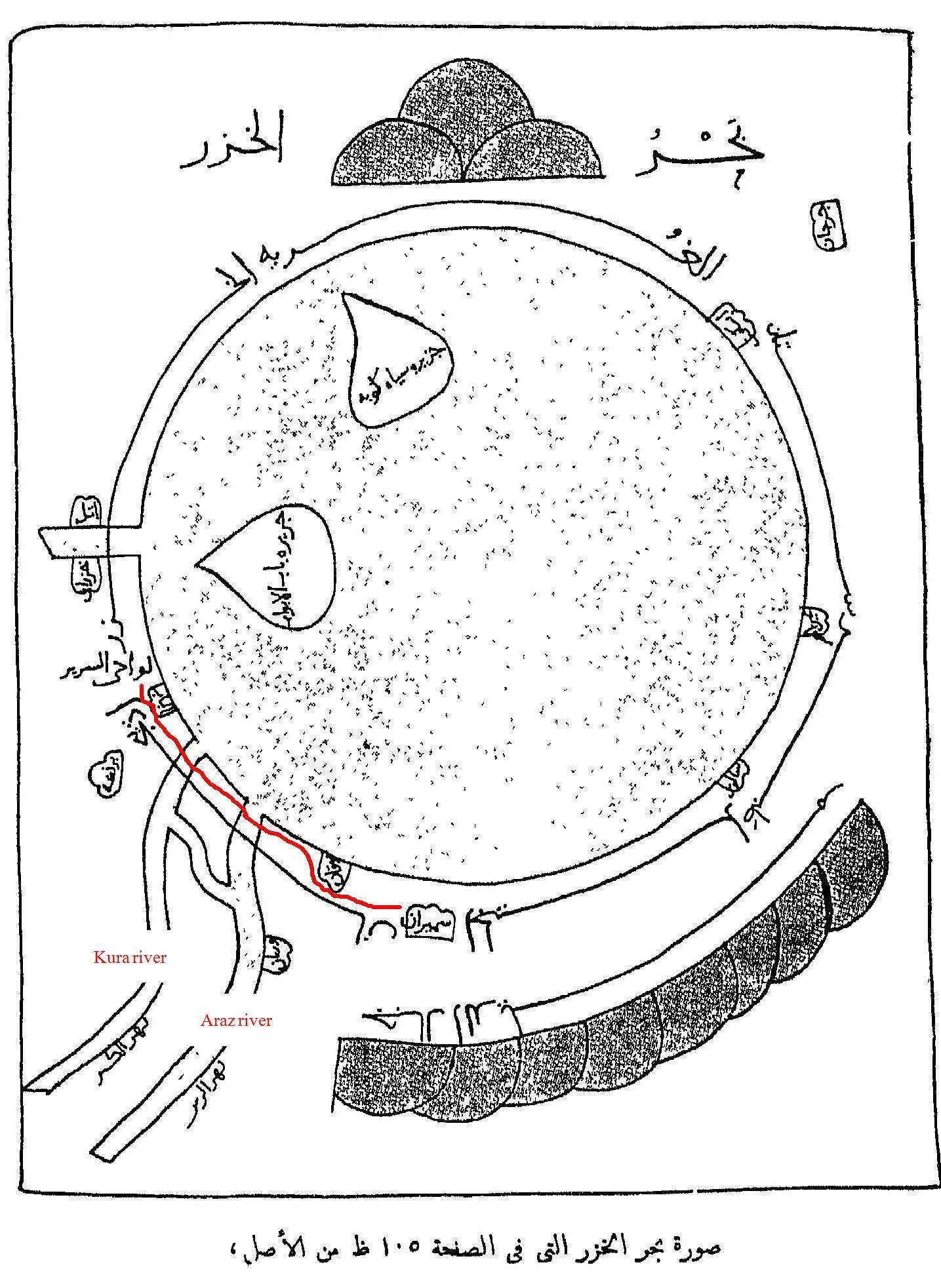
خريطة لبحر الخزر (بحر قزوين).
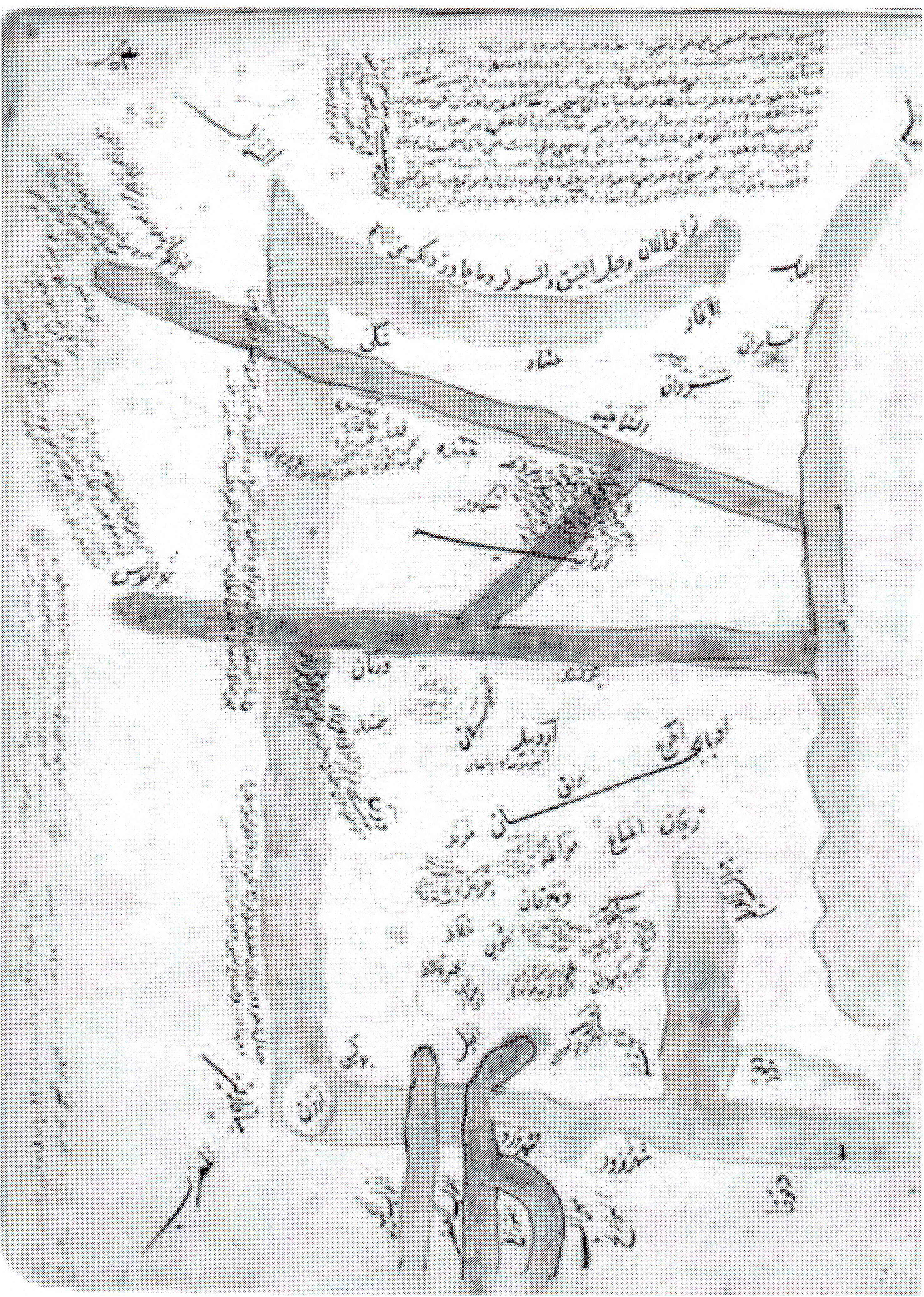
خريطة أرمينيا وأذربيجان
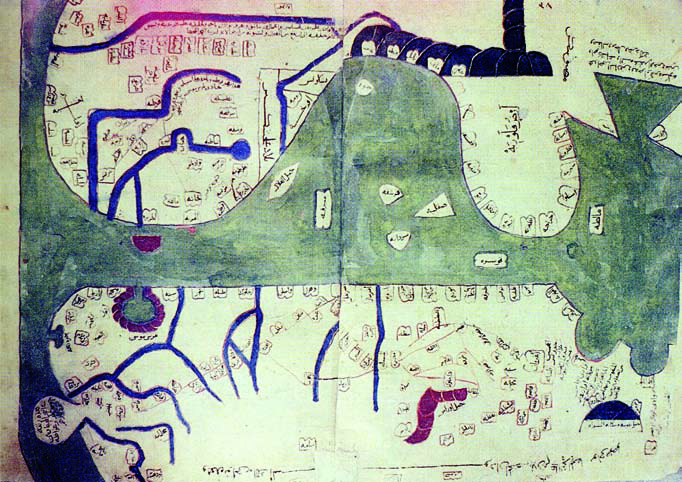
خريطة المغرب